# ريزدنت إيفل (سلسلة أفلام)
الشر المقيم أو مسكن الشيطان، هي سلسلة أفلام رعب وإثارة أخرجها بول أندرسون، مقتبسة من سلسلة ألعاب يابانية تحمل نفس الاسم وأنتجت من قبل شركة كابكوم.
اشترت شركة قستانتين الألمانية حقوق أول فيلم عام 1997 وكتب كل من جورج روميرو وألان ماروي بشكل مشترك أول نص لها.
في عام 2001، استحوذت شركة سوني على مشروع الفيلم وقامت بإنتاج أول جزء من السلسلة. وأوكلت إلى بول أندرسون مهمتا إخراجها وكتابتها لكن الأخير قام بكتابة وإخراج أول ثلاثة اجزاء منها بينما اكتفى بالإخراج فقط في آخر 3 اجزاء.

## القصة
تدور أحداث السلسلة حول الشخصية الرئيسية اليس التي أدت بطولتها ميلا جوفوفيتش، ومهمتها هي محاربة شركة تقنية تدعى «مؤسسة أمبريلا» نشرت عدوى الفايروس تي (بالانجليزية: TVirus) على وجه الأرض وحولت جميع سكانها إلى زومبي.
تظهر شخصيات أخرى مستوحاة من سلسلة الألعاب في الفيلم مثل: جيل فالنتاين، كارول اليفيرا، كلير ريدفيلد، ألبرت ويسكر، كريس ريدفيلد، ليون كيندي، آدا ونغ، وجيمس ماركوس وغيرها.
حققت لعبة الشر المقيم التي بني على أساسها الفيلم نجاحات كبيرة حول العالم، حيث وصلت إيراداتها إلى أكثر من 1.233 مليار دولار.

## الأفلام

### الشر المقيم (2002)

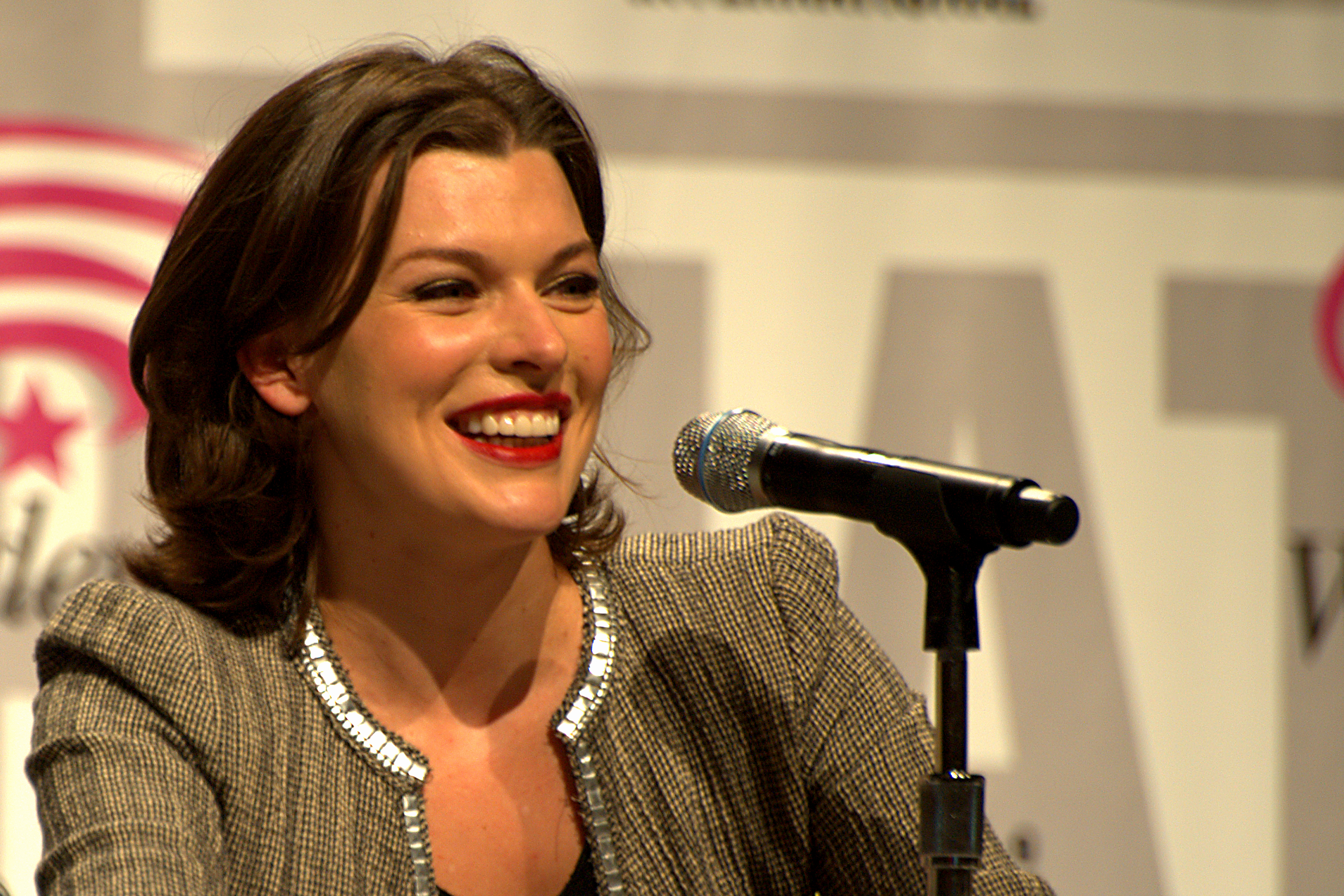
الممثلة ميلا جوفوفيتش مؤدية دور اليس في السلسلة.

خارطة تبين الافلام البلدان التي صورت فيها سلسلة افلام الشر المقيم

الشر المقيم (بالإنجليزية: Resident Evil) هو أول اجزاء السلسلة صدر عام 2002، وتدور القصة حول سبب انتشار الفيروس تي في الخلية (بالإنجليزية: The Hive) التابعة لمؤسسة أمبريلا القابعة تحت مدينة الراكون (بالإنجليزية: Raccoon City)
تلقى الفيلم آراءا سلبية كثيرة من النقاد ولكنه كان ناجحاً تجاريًا، محققا أكثر من 102 مليون دولار في جميع أنحاء العالم.

### الشر المقيم: نهاية العالم (2004)
الشر المقيم: نهاية العالم (بالإنجليزية: Resident Evil: Apocalypse) هو الجزء الثاني من سلسلة صدر عام 2004 وتدور القصة حول بدء انتشار الفيروس تي في مدينة راكون ستي ومحاولة إنقاذ الطفلة انجيلا اشفورد من قبل اليس وصحبتها للحصول على طريقة للخروج من المدينة عن طريق والدها.
كان الاستقبال النقدي للفيلم ضعيف، حيث حصل الفيلم على تقييم 21 ٪ على موقع الطماطم الفاسدة بناء على 121 مراجعة، وعلى 35 درجة من أصل 100 على موقع ميتاكريتيك. وأدرجته مجلة التايم في قائمة أسوأ عشر أفلام ألعاب فيديو.

### الشر المقيم: الانقراض (2007)
الشر المقيم: الانقراض (بالإنجليزية: Resident Evil: Extinction) ثالث اجزاء السلسة وصدر عام 2007، تدور القصة حول مجموعة من الناجين من الفايروس تي يحاولون الوصول إلى مكان آمن وخلال ترحالهم يكتشون أن هناك مكان يدعى أركيديا لا وجود للعدوى فيه فيبدأون بدورهم بالمحاولة للوصول اليه.
كان ناجحا تجاريًا، محققا أكثر من 147 مليون دولار في جميع أنحاء العالم.
تلقى الفيلم أيضا آراء سلبية من النقاد.

### الشر المقيم: الآخرة (2010)
الشر المقيم: الآخرة (بالإنجليزية: Resident Evil: Afterlife) رابع أجزاء السلسة، صدر عام 2010. تدور قصة الفيلم حول تتمة لموضوع أركيديا حيث تقوم أليس بالبحث عن الناجين الباقين في لوس أنجيلوس وإنقاذهم بعد انتشار الفيروس فيها. ثم تكتشف أن أركيديا مجرد سفينة وليست مكان على الخارطة.
الفيلم تلقى آراء ايجابية من النقاد. وتم إصداره بتقنية 3D.

### الشر المقيم: الجزاء (2012)
الشر المقيم: الجزاء (بالإنجليزية: Resident Evil: Retribution) خامس أجزاء السلسة، صدر عام 2012. تدور قصة الفيلم حول محاولة البيرت ويسكر إنقاذ أليس من قبضة الملكة الحمراء بإرساله مجموعة من الأشخاص إلى مقر شركة أمبريلا في موسكو.
ظهرت شخصيات جديدة في هذا الجزء سبق لها أن ظهرت في سلسلة ألعاب الفيديو.
الفيلم تلقى آراء ايجابية من النقاد.
تم إصداره بتقنية 3D.

### الشر المقيم: الفصل الاخير (2016)
الشر المقيم: الفصل الأخير (بالإنجليزية: Resident Evil: The Final Chapter) هو آخر أجزاء السلسلة حتى الآن. صدر عام 2017، ويتحدث الفيلم عن نهاية انتشار الفايروس ونهاية شركة أمبريلا معه وسقوط رؤسائها مثل الدكتور ايزيس والبرت ويسكر. واكتشاف أليس حقيقتها واسترجاها لذكرياتها.
الفيلم تلقى آراء ايجابية من النقاد.

## الشخصيات وفريق التمثيل
| الشخصية                             | الفيلم          | الفيلم                           | الفيلم                          | الفيلم              | الفيلم                              | الفيلم                           |
| الشخصية                             | الشر المقيم     | الشر المقيم: نهاية العالم        | الشر المقيم: الانقراض           | الشر المقيم: الاخرة | الشر المقيم: الجزاء                 | الشر المقيم: الفصل الاخير        |
| ----------------------------------- | --------------- | -------------------------------- | ------------------------------- | ------------------- | ----------------------------------- | -------------------------------- |
| اليس / اليسا ماركوس                 | ميلا جوفوفيتش   | ميلا جوفوفيتش                    | ميلا جوفوفيتش                   | ميلا جوفوفيتش       | ميلا جوفوفيتش                       | ميلا جوفوفيتش ايفر جابو اندرسون  |
| راين اوكامبو                        | ميشيل رودريجيز  | ميشيل رودريجيز                   |                                 |                     | ميشيل رودريجيز                      | ميشيل رودريجيز                   |
| ماثيو تايلور - مات / نمسيس          | ايريك مابوس     | ماثيو تايلور (نيميس) ايريك مابوس | ماثيو تايلور (نمسيس)            |                     | ماثيو تايلور (نيميس) ايريك مابوس    | ماثيو تايلور (نيميس) ايريك مابوس |
| سبينس بارك                          | جيمس بوريفوي    | جيمس بوريفوي                     | صورة                            |                     | جيمس بوريفوي                        | جيمس بوريفوي                     |
| شاد كابلان                          | مارتين كروز     |                                  |                                 |                     | مارتين كروز                         | مارتين كروز                      |
| جايمس شيد                           | كولن سالمون     |                                  | كولن سالمون                     |                     | كولن سالمون                         | كولن سالمون                      |
| د. ليزا اديسون                      | هيكي ماكاشي     | هيكي ماكاشي                      |                                 |                     | هيكي ماكاشي                         | هيكي ماكاشي                      |
| ساليناس                             | باسكال الياردي  | باسكال الياردي                   |                                 |                     | باسكال الياردي                      | باسكال الياردي                   |
| اولغا دانيلوفا                      | ليز ماي برايس   |                                  | ليز ماي برايس                   |                     | ليز ماي برايس                       | ليز ماي برايس                    |
| فانيس درو                           | تورستن جيرابيك  |                                  | تورستن جيرابيك                  |                     | تورستن جيرابيك                      | تورستن جيرابيك                   |
| الفانسو وارنير                      | مارك لوجان-بلاك |                                  | مارك لوجان-بلاك                 |                     | مارك لوجان-بلاك                     | مارك لوجان-بلاك                  |
| الملكة الحمراء                      | ميشيلا ديكر     |                                  |                                 |                     | ميغان شاربينتير ايفا مارسون اوبراين | ايفر جابو اندرسون ميشيلا ديكر    |
| الراوي                              | جايسون إسحاق    |                                  |                                 |                     |                                     |                                  |
| جيل فالنتاين                        |                 | سيينا غيلوري                     |                                 | سيينا غيلوري        | سيينا غيلوري                        |                                  |
| كارلوس اوليفرا / تود                |                 | عودد فهر                         | عودد فهر                        |                     | عودد فهر                            | عودد فهر                         |
| (المقدم) توم كاين                   |                 | توماس كريتشمان                   |                                 |                     | توماس كريتشمان                      |                                  |
| انجلا اشفورد / انجي                 |                 | صوفي فافاسير                     | صوفي فافاسير                    |                     | صوفي فافاسير                        |                                  |
| تيري مورلايس                        |                 | ساندرين هولت                     |                                 |                     | ساندرين هولت                        |                                  |
| بايتون ويلز                         |                 | زاك ادوتي رزاق ادوتي             | رزاق ادوتي                      | رزاق ادوتي          |                                     |                                  |
| د. شارلز اشفورد                     |                 | جاريد هاريس                      |                                 |                     |                                     | جاريد هاريس                      |
| لوياد جيفرسون "وايد"                |                 | مايك ايبس                        | مايك ايبس                       |                     | مايك ايبس                           |                                  |
| نيكولا جينوفيف                      |                 | زاك ورد                          |                                 |                     |                                     |                                  |
| د. ايزيس / د. الكساندر رونالد ايزيس |                 | إيان غلين                        | ايان غلين براين ستيلي جاري هاكر |                     | إيان غلين                           | إيان غلين                        |
| كلير ريدفيلد                        |                 |                                  | ألي لارتر                       | ألي لارتر           | ألي لارتر                           | ألي لارتر                        |
| بيتي                                |                 |                                  | آشانتي (مغنية)                  |                     |                                     |                                  |
| مايك                                |                 |                                  | كريستوفر إيجان                  |                     |                                     |                                  |
| كي مارت                             |                 |                                  | سبنسر لوك                       | سبنسر لوك           | سبنسر لوك                           |                                  |
| سالتر                               |                 |                                  | ماثيو مارسدن                    |                     |                                     |                                  |
| شاسي                                |                 |                                  | ليندن أشبي                      |                     |                                     | ليندن أشبي                       |
| ألبرت ويسكر                         |                 |                                  | جايسون اومارا                   | شون روبرتس          | شون روبرتس                          | شون روبرتس                       |
| اوتو                                |                 |                                  | جو هورسلي                       |                     |                                     |                                  |
| الملكة البضاء                       |                 |                                  | مادلين كارول                    |                     |                                     |                                  |
| بينت سنكلير                         |                 |                                  |                                 | كيم كوتس            | كيم كوتس                            |                                  |
| انجل اورتيز                         |                 |                                  |                                 | سيرجو بيريز-منشيتا  |                                     |                                  |
| لوثر ويست                           |                 |                                  |                                 | بوريس كودجو         | بوريس كودجو                         | بوريس كودجو                      |
| كريس ريدفيلد                        |                 |                                  |                                 | وينتورث ميلر        | وينتورث ميلر                        |                                  |
| كريستال ويترز                       |                 |                                  |                                 | كانسي كلارك         |                                     |                                  |
| كيم يونج                            |                 |                                  |                                 | نورمان يونج         | نورمان يونج                         |                                  |
| ويندل                               |                 |                                  |                                 | فولفو سيزيز         |                                     |                                  |
| حامل الفأس                          |                 |                                  |                                 | راي اولوبولي        | راي اولوبولي كيفن شاند              | راي اولوبولي                     |
| جي بوب                              |                 |                                  |                                 | ميكا ناكاجيما       | ميكا ناكاجيما                       | ميكا ناكاجيما                    |
| باري بارتون                         |                 |                                  |                                 |                     | كيفن دوراند                         | كيفن دوراند                      |
| بيكي                                |                 |                                  |                                 |                     | أريانا إنجنير                       | أريانا إنجنير                    |
| ليون س. كينيدي                      |                 |                                  |                                 |                     | جوهان ارب                           | جوهان ارب                        |
| آدا ونغ                             |                 |                                  |                                 |                     | لي بينغبينغ سالي كاهيل              | لي بينغبينغ                      |
| ابيجيل                              |                 |                                  |                                 |                     |                                     | روبي روز                         |
| دوك                                 |                 |                                  |                                 |                     |                                     | إوين ماكين                       |
| ريزر                                |                 |                                  |                                 |                     |                                     | فارسير جايمس                     |
| كوبالت                              |                 |                                  |                                 |                     |                                     | رولا                             |
| القائد شو                           |                 |                                  |                                 |                     |                                     | إي جن غي                         |
| كرستيان                             |                 |                                  |                                 |                     |                                     | ويليام ليفي                      |
| جايمس ماركوس                        |                 |                                  |                                 |                     |                                     | مارك سيمبسون                     |

## طاقم العمل
| طاقم العمل      | الفيلم                                                 | الفيلم                                              | الفيلم                                                       | الفيلم                                                                   | الفيلم                                                      | الفيلم                                          |
| طاقم العمل      | الشر المقيم                                            | الشر المقيم: نهاية العالم                           | الشر المقيم: الانقراض                                        | الشر المقيم: الاخرة                                                      | الشر المقيم: الجزاء                                         | الشر المقيم: الفصل الاخير                       |
| --------------- | ------------------------------------------------------ | --------------------------------------------------- | ------------------------------------------------------------ | ------------------------------------------------------------------------ | ----------------------------------------------------------- | ----------------------------------------------- |
| المخرج          | بول أندرسون                                            | الكساندر ويت                                        | روسويل مولكاهي                                               | بول أندرسون                                                              | بول أندرسون                                                 | بول أندرسون                                     |
| المنتج          | بول أندرسون جيرمي بولت برند ايشانجر صاوميل حديدي       | بول اندرسون جيرمي بولت دون كارمودي                  | بول اندرسون جيرمي بولت برند ايشانجر صاوميل حديدي روبرت كلزير | بول اندرسون جيرمي بولت دون كارمودي برند ايشانجر صاوميل حديدي روبرت كلزير | بول اندرسون جيرمي بولت دون كارمودي صاوميل حديدي روبرت كلزير | بول اندرسون جيرمي بولت صاوميل حديدي روبرت كلزير |
| المنتج التنفيذي | فيكتور حديدي دانيال كلتزي روبيرت كلزير يوشيكي اوكاموتو | برند ايشانجر صاوميل حديدي فيكتور حديدي روبيرت كلزير | فيكتور حديدي مارتين موزكويش كيلي فان هورن                    | فيكتور حديدي مارتين موزكويش                                              | فيكتور حديدي مارتين موزكويش                                 | فيكتور حديدي مارتين موزكويش                     |
| الكاتب          | بول أندرسون                                            | بول أندرسون                                         | بول أندرسون                                                  | بول أندرسون                                                              | بول أندرسون                                                 | بول أندرسون                                     |
| المؤلف          | ماركو بلترامي مارلين مانسون                            | جيف دانا                                            | كارل كلوسر                                                   | توماندادي                                                                | توماندادي                                                   | بول هاسلنجر                                     |
| إخراج الصور     | دايفد جونسون                                           | ديرك روجر كرستيان سيبالدت                           | دايفد جونسون                                                 | جلين ماكفيرسون                                                           | جلين ماكفيرسون                                              | جلين ماكفيرسون                                  |
| المحرر          | الكساندر بيرنر                                         | ايدي هاملتون                                        | نيفين هواي                                                   | نيفين هواي                                                               | نيفين هواي                                                  | دوبي وايت                                       |

## الإيرادات

### البوكس أوفيس
| الفيلم                    | تاريخ الاصدار    | تاريخ الاصدار    | اجمالي البوكس اوفيس | اجمالي البوكس اوفيس | اجمالي البوكس اوفيس | البوكس اوفس     | البوكس اوفس | ميزانية الإنتاج | مراجع  |
| الفيلم                    | الولايات المتحدة | باقي المناطق     | أمريكا الشمالية     | باقي المناطق        | عالميا              | أمريكا الشمالية | عالميا      | ميزانية الإنتاج | مراجع  |
| ------------------------- | ---------------- | ---------------- | ------------------- | ------------------- | ------------------- | --------------- | ----------- | --------------- | ------ |
| الشر المقيم 2002          | مارس 15، 2002    | مارس 21، 2002    | $40,119,709         | $62,865,153         | $102,984,862        | 1,938           |             | 35 مليون دولار  | [ 8 ]  |
| الشر المقيم: نهاية العالم | سيبتمبر 10، 2004 | سيبتمبر 11، 2004 | $51,201,453         | $78,141,316         | $129,342,769        | 1,532           |             | 45 مليون دولار  | [ 9 ]  |
| الشر المقيم: الانقراض     | سيبتمبر 21، 2007 | سيبتمبر 19، 2007 | $50,648,679         | $97,763,386         | $148,412,065        | 1,555           |             | 45 ملون دولار   | [ 10 ] |
| الشر المقيم: الاخرة       | سيبتمبر 10، 2010 | سيبتمبر 9، 2010  | $60,128,566         | $240,099,518        | $300,228,084        | 1,262           | 393         | 60 مليون دولار  | [ 11 ] |
| الشر المقيم: الجزاء       | سيبتمبر 14، 2012 | سيبتمبر 12، 2012 | $42,345,531         | $197,658,893        | $240,004,424        | 1,841           | 530         | 65 مليون دولار  | [ 12 ] |
| الشر المقيم: الفصل الاخير | يناير 27، 2017   | ديسمبير 23، 2016 | $26,844,962         | $285,412,558        | $312,257,250        | 2,698           | 375         | 40 مليون دولار  | [ 13 ] |
|                           |                  |                  | الاجمالي            | الاجمالي            | الاجمالي            | الاجمالي        | الاجمالي    | الاجمالي        | [ 14 ] |
| $271,288,900              | $961,940,824     | $1,233,229,454   |                     |                     | 290 مليون دولار     |                 |             |                 | [ 14 ] |

## الإصدارات الروائية
كتبت أول ثلاثة أجزاء من الفيلم على شكل روايات بواسطة الكاتب كيث ديكانديدو. أما رواية الجزء الخامس من السلسلة فكاتبها هو جون شيرلي. ورواية الجزء السادس كتبت بواسطة تيم واجونر. في حين أن الجزء الرابع من السلسلة لم تصدر له أي رواية رسمية.

## الاصدارات المنزلية
قامت شركة سوني بإطلاق الأفلام الستة كاملة بنسخ منزلية من نوعي دي في دي وبلوري وهذه القائمة تبين الأفلام ومواعيد إطلاقها
| الاسم                                  | الصيغة           | تاريخ الاصدار    | الفيلم | مراجع         |
| -------------------------------------- | ---------------- | ---------------- | --- | ------------- |
| الشر المقيم، الشر المقيم: نهاية العالم | دي في دي         | سيبتمبر 4، 2007  | الشر المقيم، الشر المقيم: نهاية العالم                                                                                              | [ 15 ]        |
| ثلاثية الشر المقيم عالية الجودة        | بلوراي           | يناير 1، 2008    | الشر المقيم، الشر المقيم: نهاية العالم، الشر المقيم: الانقراض                                                                       | [ 16 ]        |
| ثلاثية الشر المقيم                     | دي في دي         | ديسمبير 9، 2008  | الشر المقيم، الشر المقيم: نهاية العالم، الشر المقيم: الانقراض                                                                       | [ 17 ]        |
| مجموعة الشر المقيم                     | دي في دي، بلوراي | سيبتيمبر 4، 2012 | الشر المقيم، الشر المقيم: نهاية العالم، الشر المقيم: الانقراض، الشر المقيم: الاخرة                                                  | [ 18 ]        |
| مجموعة الشر المقيم                     | دي في دي، بلوراي | ديسمبير 21، 2012 | الشر المقيم، الشر المقيم: نهاية العالم، الشر المقيم: الانقراض، الشر المقيم: الاخرة، الشر المقيم: االجزاء                            | [ 19 ] [ 20 ] |
| الشر المقيم: المجموعة الكاملة          | بلوراي           | مايو 16، 2017    | الشر المقيم، الشر المقيم: نهاية العالم، الشر المقيم: الانقراض، الشر المقيم: الاخرة، الشر المقيم: االجزاء، الشر المقيم: الفصل الاخير | [ 21 ]        |

## اقرأ أيضا
1. ريزدنت إيفل (سلسلة العاب)
2. ريزدنت إيفل: الفصل الاخير
3. اليس (الشر المقيم)

## روابط خارجية
- ريزدنت إيفل على موقع أول موفي (الإنجليزية)